# Международный университет «МИТСО»
Международный университет «МИТСО́» (до 1992 года — Высшая школа профсоюзного движения Беларуси, до 2011 года — Международный институт трудовых и социальных отношений) — учреждение высшего образования в Беларуси. Основан 15 марта 1930 года.
Ежегодно обучается более 5707 студентов. В университете работают 28 докторов наук, профессоров; 144 кандидата наук, доцента.
На базе университета созданы Центр трудового права, Республиканский учебно-методический центр профсоюзов.

## История
15 марта 1930 года — начало занятий в Высшей школе профсоюзного движения, правопреемником которой стал Международный институт трудовых и социальных отношений.
Февраль 1992 года — Международный институт трудовых и социальных отношений стал высшим учебным заведением Республики Беларусь.
Июнь 2011 года — присвоен статус университета, переименован в Учреждение образования Федерации профсоюзов Беларуси «Международный университет „МИТСО“».
Январь 2017 года — Международный университет «МИТСО» успешно прошел аккредитацию и подтвердил статус профильного университета; аккредитован в качестве научной организации.

## Структура

### Факультеты и институты
- Экономический факультет
- Юридический факультет
- Подготовительное отделение
- Институт повышения квалификации и переподготовки кадров
- Республиканский учебно-методический центр профсоюзов

### Кафедры
- Кафедра уголовно-правовых дисциплин
- Кафедра иностранных языков и межкультурных коммуникаций
- Кафедра логистики и маркетинга
- Кафедра международного права
- Кафедра гражданско-правовых дисциплин и профсоюзной работы
- Кафедра социально-гуманитарных дисциплин
- Кафедра физического воспитания
- Кафедра экономики и менеджмента
- Кафедра информационных технологий

### Филиалы
Университет располагается в Минске, его филиалы — в Витебске и Гомеле.

## Общежитие

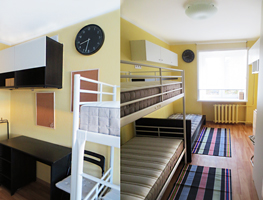
Общежитие «МИТСО»

Около 50 % всех поступающих в «МИТСО» являются нуждающимися в получении места в общежитии. Общежитие предоставляется иногородним белорусским студентам очного и заочного отделения и студентам-иностранцам.
- Всего в здании имеется 112 комнат на 328 мест. В общежитии блочная система: на каждый этаж приходится по четыре блока, в блоке — четыре комнаты.
- Согласно дизайн-проекту, каждый этаж и блок общежития оформлен в отдельном тематическом стиле и имеет свое название: «Кино», «Стиль жизни», «Спорт», «Манхэттен» и другие.
- В общежитии имеется мини-кинозал на 30 человек, спортивный зал, свободный доступ к Wi-Fi.
- Скидка в размере 50 % от полной стоимости за проживание предусмотрена для студентов, которые активно занимаются научной, спортивной или общественной деятельностью[5].